# Ateş Kuşları
Ateş Kuşları è un serial televisivo drammatico turco composto da 54 puntate suddivise in due stagioni, trasmesso su ATV dal 13 gennaio 2023 al 10 maggio 2024, con protagonisti İlayda Alişan, Hande Soral, Burak Tozkoparan e Görkem Sevindik.

## Trama
Cinque bambini di strada sotto i vent'anni vengono molestati sessualmente e soffrono la fame: il più grande di tredici e il più piccolo di sei anni, una ragazza e un ragazzo con autismo che hanno trovato una bambina nata da quaranta giorni in un cassonetto e di conseguenza hanno cambiato stile di vita, in seguito alla loro trasformazione da "Senza radici" a "Uccelli di fuoco".

## Puntate
| Stagione         | Puntate | Prima TV Turchia | Prima TV Italia |
| ---------------- | ------- | ---------------- | --------------- |
| Prima stagione   | 21      | 2023             | inedita         |
| Seconda stagione | 33      | 2023-2024        | inedita         |

## Personaggi e interpreti

### Personaggi principali
- Gülayşe Ateş / Lara Eyüboğlu (episodi 1-54), interpretata da İlayda Alişan. È la figlia di Nizam e Bahar Eyüboğlu. È stata cacciata di casa da bambina da sua zia. È stata allevata dagli sradicati, che la trovarono nella spazzatura. Dopo di esso, riuscì a trovare la sua vera famiglia ventitré anni dopo. Più tardi, grazie a Kara, scopre che l'assassino di sua madre è Ali, che l'aveva accoltellata accidentalmente a morte. È innamorata di Barbaros, con il quale decide di sposarsi.
- Mercan Ateş / Gökova (episodi 1-54), interpretata da Hande Soral. È una delle tante persone nate senza radici e nipote di Mümtaz. È innamorata di Ali da anni, con il quale decide di sposarsi. Anni dopo fu identificata da suo zio e il suo cognome divenne Gökova.
- Barbaros "Barbar" Tunalı (episodi 1-54), interpretato da Burak Tozkoparan. È il figlio di Çatal e Şirin e fratello di Çino. È innamorato di Gülayşe / Lara, con la quale decide di sposarsi.
- Ali Ateş / Duman (episodi 1-54), interpretato da Görkem Sevindik. È il figlio di Ragıp, fratello maggiore di Sultan ed è uno delle tante persone nate senza radici. Per difendersi, ha accidentalmente pugnalato e ucciso la madre di Gülayşe / Lara. Poi dona il suo rene a Kara. È innamorato di Mercan da anni, con la quale decide di sposarsi. Anni dopo viene riconosciuto dal padre e di conseguenza il suo cognome diventa Duman.
- Hacer Eyüboğlu (episodi 1-54), interpretato da Gonca Cilasun. È il fratello di Nizam e zio di Lara e Hüma.
- Hacı "Yakup" Hafız (episodi 22-54), interpretato da Emin Gürsoy. È il lealista di Nizam.

### Personaggi secondari
- Bahar Eyüboğlu † (episodio 1), interpretata da İlayda Alişan. È la moglie di Nizam e madre di Gülayşe / Lara. Nel tentativo di pugnalare Ali, lui per difendersi la uccide pugnalandola accidentalmente.
- Nermin † (episodi 1-15), interpretata da Hilal Uysun. È l'assistente di Nizam. Viene pugnalata a morte da un bambino per ordine di Menderes.
- Menderes Eyüboğlu † (episodi 1-18), interpretato da Serkan Ercan. È il fratello di Nizam e Hacer e padre di Hüma. Muore sparato in testa da Kara.
- Şirin Tunalı † (episodi 1-19), interpretata da Sedef Akalın. È la madre di Barbaros. Viene uccisa da una donna, che gli taglia i polsi per ordine di Nazmiye.
- Yakup (episodi 1-16, 21), interpretato da Çınar Yükçeker. È un bambino che vive per strada, che ha un fratello perduto che si chiama Halis, con il quale si ricongiunge. Accoltella accidentalmente Gülayşe / Lara.
- Nizam Eyüboğlu † (episodi 1-24), interpretato da Nizam Namidar. È il marito di Bahar e padre di Gülayşe / Lara. Viene strangolato a morte con un cuscino dal dottor Feza.
- Dottor Mete Çankırı (episodi 1-35), interpretato da Evren Erler. È il fratello di Sare, che partito da Istanbul.
- Nazmiye Eyüboğlu † (episodi 1-35), interpretata da Boncuk Yılmaz. È la madre di Hüma e farebbe qualsiasi cosa in cambio di soldi. Viene arrestata per aver ucciso quest'ultima.
- Hüma Eyüboğlu (episodi 1-35), interpretata da Lilya İrem Salman. È la figlia di Nazmiye e Menderes. Viene uccisa venendo buttato a terra da sua madre.
- Pamir (episodi 1-37, 46-54), interpretato da Görkem Doğan. È diventato uno degli uomini di Çino, che prima ancora ha lavorato per Çatal. Infine, viene arrestato per i suoi crimini.
- Talat "Çatal" Şahin † (episodi 1-39), interpretato da Ahmet Saraçoğlu. È il padre naturale di Barbaros, che fa implorare i bambini. Viene ucciso dal Sultan.
- Zafer "Zıpkın" Ateş (episodi 1-54), interpretato da Erdem Şanlı. È il nipote di Çelik, compagno di Sare ed è uno delle tante persone nate senza radici.
- Sabit Ateş (episodi 1-54), interpretato da Emir Çubukçu. È il più intelligente dei senza radici, soffre di autismo e gli piace l'acqua.
- Cemal (episodi 1-54), interpretato da Kaan Sevi. È il migliore amico di Barbaros.
- Sare Çankırı (episodi 17-54), interpretata da Ergül Miray Şahin. È la sorella di Mete, compagna di Zıpkın e pubblico ministero.
- Dottor Feza Polat (episodi 22-26), interpretato da Bülent Polat. È il fratellastro di Kara, che si occupa del traffico di bambini. Viene arrestato per il tentato omicidio nei confronti di Gülayşe / Lara e per aver ucciso il padre di quest'ultima, Nizam.
- Kara Polat (episodi 22-54), interpretata da Ali Önsöz. È lo zio di Gülayşe / Lara ed è uno delle tante persone nate senza radici. Ha ucciso Menderes ed ha donato il suo rene al padre di Feza, che di conseguenza gli è stato restituito da Ali. Anni dopo, ritorna per vendicarsi degli sradicati. Infine, decide di perdonare i Senza radici.
- Emine (episodi 23-37, 44, 46), interpretata da Rozerin Aydın. È una dei bambini che Çatal fece mendicare.
- Ayyaş Ragıp (episodi 29-37), interpretato da Tuncer Salman. È il padre di Ali, dipendente dall'alcol e ha venduto la sorella di quest'ultimo a Çatal.
- Avvocato Gözde (episodi 32-36), interpretata da Nilay Duru. È l'avvocato di Ragıp.
- Perihan (episodi 33-37), interpretata da Deniz Barut.  È la moglie di Mümtaz e zia di Mercan.
- Mümtaz (episodi 33-37), interpretato da Suat Sungur. È il marito di Perihan e zio di Mercan.
- Sultan (episodi 34-54), interpretata da Naz Sayıner. È la figlia di Ragıp e sorella di Ali, che ha ucciso Çatal.
- İnci (episodi 37-38), interpretata da Ceren Berfin Köse. È l'infermiera di Barbaros.
- Reyhan (episodi 38-46), interpretata da Buse Şalçı. È follemente innamorata di Kara, anche se lui non ricambia i suoi sentimenti. Quando Reyhan scopre che Kara non la ama, decide di dimenticarlo scomparendo.
- Seyfi (episodi 38-47), interpretato da Mustafa Kırantepe. È un agente immobiliare, che si è trasferito dal quartiere con sua figlia Su.
- Su (episodi 38-47), interpretata da Simay Eşme. È la figlia di Seyfi, che si è trasferita con quest'ultimo dal quartiere.
- Çelik (episodi 38-54), interpretato da Şahin Çelik. È il nonno di Zıpkın e padre di Ayça.
- Ayça (episodi 38-54), interpretata da Gökçem Çoban. È la figlia di Çelik e zia di Zıpkın.
- Çınar / Çino (episodi 46-54), interpretato da Saygın Soysal. È il figlio di Çatal e fratellastro di Barbaros, che è stato scarcerato dalla prigione.
- Resmiye (episodi 52-54), interpretata da Şeyla Halis. È la madre naturale di Kara, che lavora come fiorista.

### Personaggi ricorrenti
- Zümrüt  (episodi 1-10), interpretato da Ozan Ağaç.
- Sezin (episodi 1-26), interpretata da Yeşim Dalgıçer. È una giornalista.
- Halis (episodi 1-50), interpretato da Onat Bulut.
- Mercan da piccola (episodi 1-54), interpretata da Almira Tuana Albay.
- Ali da piccolo (episodi 1-54), interpretato da Umut İnan.
- Barbaros da piccolo (episodi 1-54), interpretato da Ömer Yiğit Özcan.
- Zıpkın da piccolo (episodi 1-54), interpretato da Berke Obuz.
- Sabit da piccolo (episodi 1-54), interpretato da Fatih Fuat Odabaşı.
- Kara da piccolo (episodi 1-54), interpretato da Umut Ege Baştemur.
- Presentatrice televisiva (episodi 1-54), interpretata da Nazenin Tokuşoğlu.
- Necdet (episodi 1-37), interpretato da Serkan Acay.
- Suat (episodi 1-36), interpretato da Gökay Müftüoğlu. È un cameraman.
- Zeynel (episodi 9-19), interpretato da Eren Pekgöz.
- Segretaria (episodio 22), interpretata da Bahar Gökçeri.
- Poliziotto civile (episodio 40), interpretato da Aksel Yakup Bektaş.
- Gioielliere (episodio 37), interpretato da Kaan Yabas.
- Yonca (episodi 51-54), interpretata da Amine Yüsra Şenel.

## Produzione
La serie è diretta da Benal Tairi, Gökhan Ayiz, Yıldız Aşanboğa e Bülent İşbilen, scritta da Ayşe Ferda Eryılmaz, Nehir Erdem, Ayça Mutlugil, İsa Yıldız, Serdar Oğuz, Zeynep Uzma e Mahmut Bora Erdem e prodotta da Bozdağ Film. Il 10 e il 17 febbraio 2023 a causa del Terremoto in Turchia e Siria, la serie non è andata in onda. Dopo il termine della prima stagione, la serie è stata rinnovata per una seconda stagione.

### Riprese
Le riprese sono state effettuate interamente a Istanbul: le riprese della villa sono state effettuate a Riva (nel distretto di Beykoz), mentre le riprese della discarica sono state realizzate nei distretti di Şile, Beykoz, Beyoğlu e nel quartiere di Eminönü.

## Distribuzione
In Turchia la serie è andata in onda in onda su ATV dal 13 gennaio 2023 al 10 maggio 2024: la prima stagione è stata trasmessa dal 13 gennaio al 23 giugno 2023, mentre la seconda ed ultima stagione dall'8 settembre 2023 al 10 maggio 2024.

## Promozione
L'esordio della prima stagione, previsto per il 13 gennaio 2023, è stato annunciato il 4 gennaio attraverso i profili social della serie, di ATV e della società di produzione Bozdağ Film. I primi promo della prima stagione sono stati rilasciati da ATV dal 9 novembre 2022, mentre il poster è stato rilasciato il 3 gennaio 2023.
L'esordio della seconda stagione, previsto per l'8 settembre 2023, è stato annunciato il 31 agosto attraverso i profili social della serie, di ATV e della società di produzione Bozdağ Film. I primi promo della seconda stagione sono stati rilasciati da ATV dal 18 agosto dello stesso anno.

## Riconoscimenti
- Pantene Golden Butterfly Awards
  - 2023: Candidatura come Miglior serie televisiva per Ateş Kuşları[41]
  - 2023: Candidatura come Miglior attrice bambina ad Almira Tuana Albay[41]
  - 2023: Candidatura come Miglior sceneggiatura ad Ayşe Ferda Eryılmaz e Nehir Erdem[41]